# Bell Island
Bell Island – wyspa w południowo-wschodniej części prowincji Nowa Fundlandia i Labrador w Kanadzie, położona w zatoce Conception Bay, około 5 km od półwyspu Avalon. Wyspa ma 9,5 km długości i 4,8 km szerokości, zajmuje powierzchnię 28 km². Nazwa wyspy pochodzi od dużej skały w kształcie dzwonu znajdującej się na jej zachodnim krańcu. W latach 1895–1966 wyspa była jednym z największych na świecie producentów rudy żelaza. Obecnie głównymi źródłami utrzymania mieszkańców są rybołówstwo i rolnictwo na własne potrzeby. Regularne połączenia promowe łączą Wabanę, największe miasto na wyspie, z półwyspem Avalon.